# 애덤 케인
애덤 케인(영어: Adam Kane, 1968년 1월 23일 ~ )은 미국의 드라마 프로듀서, 촬영 감독이다. 90년대부터 드라마 촬영 일을 했으나 2000년대 들어 직접 감독까지 하는 경우도 있다. 그가 제작에 참여한 드라마로 《마이 온 워스트 에너미》, 《수퍼내추럴》, 《히어로즈》, 《멘탈리스트》, 《빙 휴먼》 등이 있다. 2009년에 직접 감독한 영화 《포모서 비트레이드》가 개봉하였다.
아내는 《멘탈리스트》에 출연했던 배우 레슬리 호프이다.

## 출연 작품
- 빙 휴먼 시즌2 (2012)
- 빙 휴먼 시즌3 (2012)
- 폴링 스카이 시즌2 (2012)
- 빙 휴먼 (2010)
- 포모서 비트레이드 (2009)
- 피그 헌트 (2008)
- 멘탈리스트 시즌 1 (2008)
- 푸싱 데이지 (2007)
- 상하이 레드 (2006)
- 히어로즈 (2006)
- 스킨워커스 (2006)
- 더 맨 (2005)
- 그레이 아나토미 시즌1 (2005)
- 러브 앤 섹스 (2000)
- 퍼니셔 (1999)
- 분닥 세인트 (1999)
- 공룡 탐험대 (1998)
- 카운터포스 (1998)
- 코드 제로 (1998)
- 부기 보이 (1997)
- 위딘 더 락 (1996)
- 스케이트보드 키드 2 (1995)
- 악령의 숨결 (1995)
- 뱅뱅 (1994)
- 싸이코 캅 2 (1993)
- 배반의 정사 (1993)
- 더블 오키드 (1993)